# Controversie sui Legionari di Cristo
Nella loro storia i Legionari di Cristo sono stati oggetto di controversie. Dal 2010 la Santa Sede ha intrapreso la revisione del carisma e delle costituzioni della congregazione, sotto la guida del delegato pontificio Velasio De Paolis.

## Carisma
Ne La mia vita è Cristo (2003) Marcial Maciel così descrive il carisma della congregazione: «La Legione di Cristo ha avuto vita per opera dello Spirito Santo per cercare l'autenticità nell'esercizio del comandamento della carità tra gli uomini, che riassume il messaggio dell'incarnazione del Verbo Divino». Nel 2009 il suo successore Alvaro Corcuera scrisse che i frutti del carisma erano l'amore a Cristo, alla Vergine Maria, alla Chiesa cattolica, al papa e alle anime.
George Weigel scrisse per First Things che il carisma dei Legionari di Cristo «non può essere credibilmente attribuito a Marcial Maciel, ma potrebbe essere emerso dalla devozione e dalle buone opere dei membri della Legione. Come sia successo richiede la più seria riflessione sulle dinamiche del peccato e della grazia nella Chiesa, e il riconoscimento che uno zelo militante per l'evangelizzazione della Chiesa è un dono dello Spirito Santo all'intera Chiesa, non solo a un corpo di élite di religiosi all'interno della Chiesa».
ReGain contesta che La mia vita è Cristo (2003) sia un vero libro-intervista a Marcial Maciel e sostiene che sia stato redatto con finalità agiografiche da un «team ad hoc di legionari», mescolando fonti legionarie e citazioni di documenti pontifici. Genevieve Kineke obiettò che la carità non è un carisma specifico, ma una virtù teologale e che i frutti del carisma indicati da Corcuera sono alla base della religione cattolica e comuni a qualsiasi cattolico.
Le cosiddette Lettere di Nostro Padre, dove per "Nostro Padre" si intende Marcial Maciel Degollado, sulla cui meditazione e interiorizzazione si basa la formazione dei legionari, nonché delle consacrate e dei membri del Regnum Christi, sono in gran parte apocrife: tra gli autori figurano altri legionari, come Félix Alarcón Hoyos e Juan José Ferran.

## Spiritualità
Il Salterio de mis dias, testo cardine della spiritualità legionaria, non fu scritto da Maciel durante la cosiddetta "grande benedizione" (1956-1959) e risulta essere un suo plagio del Salterio de mis horas (1941), opera del repubblicano cattolico spagnolo Luis Lucia Lucia.

## L'identificazione con Maciel
"Integrazione" è il termine con cui i legionari indicano l'identificazione con Marcial Maciel: «Questa integrazione significa identificarsi con il Fondatore, con il suo spirito, la sua mente, la sua missione, la sua vita. Integrazione che implica accogliere, conoscere, valorizzare, stimare e trasmettere un'eredità spirituale, un messaggio che giunge fino a noi attraverso le Costituzioni, l'Epistolario e diversi orientamenti, costantemente avvalorati dall'esempio della sua vita». I critici preferiscono parlare di "macielismo"
L'«integrazione soprannaturale, affettiva ed effettiva, e accettazione fedele delle direttive, norme, opere, attitudini del Fondatore, senza discuterle, senza ostacolarle, applicandole con fede e agendo conformemente ad esse» è definita «compito comune e grave» di ogni legionario.
Nei Legionari di Cristo esiste anche un voto speciale di fedeltà e carità, che impegna il legionario a «lottare ... per la conservazione del genuino spirito, dottrina e metodi» della congregazione e a «vivere fedelmente lo spirito di corpo, di carità e di unione tra tutti i membri della Congregazione».
I Legionari hanno considerato Marcial Maciel Degollado come il loro modello di vita cristiana e sacerdotale fino al 25 marzo 2010. Continuano a riconoscerlo come lo strumento scelto da Dio per fondare la Legione di Cristo e il movimento Regnum Christi.

## Voti privati
Nello stesso giorno della professione dei consigli evangelici di povertà, obbedienza e castità, ciascun legionario emetteva anche altri due voti privati:
- il primo voto privato obbligava ciascun legionario ad astenersi dall'ambire uffici nella congregazione per sé stesso o per altri, e a informare il direttore generale qualora un confratello avesse violato il voto
- il secondo voto privato obbligava ciascun legionario ad astenersi dal criticare gli atti di governo o la persona di qualsiasi superiore della congregazione, e a informare il superiore qualora un confratello avesse violato il voto

Marcial Maciel Degollado chiamò i due voti privati rispettivamente voto di umiltà e voto di carità. Nel 2007 Benedetto XVI annullò il voto cosiddetto di carità. Tale voto fu introdotto da Maciel nel settembre del 1956, poco prima dell'inizio della prima visita apostolica, e contribuì a vanificarla garantendogli anche in seguito «un meccanismo di difesa che lo ha reso per molto tempo inattaccabile, rendendo di conseguenza assai difficile la conoscenza della sua vera vita». Tuttavia il voto di carità continua a far parte della psicologia interna della congregazione.

## Attività
Secondo ReGain, i Legionari hanno copiato o parassitato attività di altri: nel caso di Familia ne hanno anche estromesso i fondatori, Paul and Libbie Sellors.

## Rapporti con le diocesi
Negli Stati Uniti d'America i metodi di reclutamento vocazionale e di formazione nei seminari e l'approccio pastorale dei Legionari di Cristo sono stati fonte di controversia con le diocesi. Nel 2002 James Anthony Griffin, vescovo di Columbus, proibì ai Legionari di Cristo di agire nella sua diocesi. Nel 2004 Harry Joseph Flynn, arcivescovo di Saint Paul e Minneapolis, adottò lo stesso provvedimento perché «I nostri pastori continuano ad avere la sensazione che una "chiesa parallela" venga incoraggiata, una del tipo che separa le persone dalla parrocchia locale e dall'arcidiocesi e crea strutture concorrenti».
Negli anni duemila furono otto i vescovi statunitensi che revocarono la loro approvazione alla presenza e alle attività dei Legionari nelle loro diocesi, perché si sottraevano alla loro vigilanza e diffondevano tra i fedeli sfiducia nel clero diocesano. In alcuni casi i Legionari non ottemperarono alle disposizioni diocesane. In Italia l'arcivescovo di Milano Carlo Maria Martini non permise la presenza dei Legionari nella sua diocesi.

## Abusi sacramentali
Tra i Legionari di Cristo sono stati segnalati casi di violazione del sigillo sacramentale e del segreto in materia di direzione spirituale per effetto del voto privato cosiddetto di carità, e casi di abuso della direzione spirituale secondo le convenienze della congregazione e del Regnum Christi, e per controllare il dissenso e la critica.
Nel 2012 la Congregazione per la Dottrina della Fede ha iniziato un'indagine a carico di due legionari di Cristo accusati di abusi sacramentali, compiuti per procurarsi relazioni inappropriate con donne.

## Pedofilia
ReGain e l'ex legionario Patricio Cerda hanno segnalato casi di pedofilia tra i Legionari di Cristo. Nel 1991 Patrizio Cerda fu testimone oculare di uno di questi abusi nel centro vocazionale legionario di Ontaneda e raccolse le confidenze di un ragazzo molestato a Roma. Nel 2005 la denuncia di un ex novizio contro due legionari di Cristo per abusi sessuali non fu comunicata dai Legionari alla Congregazione per la Dottrina della Fede.
Nel 2006 José Bonilla denunciò un insegnante di una scuola dei Legionari di Cristo, la Oxford School di Città del Messico, per abusi sessuali su suo figlio di cinque anni. Citò i Legionari per danni e ottenne una sentenza favorevole in primo grado. Il giudice riconobbe che l'istituto fu negligente nel «proteggere e custodire i minori che gli sono affidati».
Nel 2012 la Congregazione per la Dottrina della Fede ha iniziato un'indagine a carico di sette legionari di Cristo accusati di pedofilia.

## Il dibattito sulle coperture
Marcial Maciel Degollado condusse per oltre 60 anni una doppia vita: una pubblica, di fondatore e direttore generale di una congregazione religiosa cattolica emergente; una segreta, di pedofilo e tossicodipendente, di malversatore dei beni della congregazione, di abusi amministrativi e psicologici, con due relazioni sentimentali prolungate e stabili, e tre figli.
Con la seconda visita apostolica emerse che «Di tale vita era all'oscuro gran parte dei Legionari, soprattutto a motivo del sistema di relazioni costruito da P. Maciel, che abilmente aveva saputo crearsi alibi, ottenere fiducia, confidenza e silenzio dai circostanti e rafforzare il proprio ruolo di fondatore carismatico». Dello stesso parere è Jesús Rodríguez, autore de La confesión (2011): «Intorno a Maciel nessuno sapeva tutto, però molti sapevano qualcosa fin dal principio, ma preferirono tacere. Era preferibile che qualche seminarista soffrisse abusi piuttosto che crollasse l'opera di Dio».
Rino Fisichella ha espresso l'opinione che: «Sul caso Maciel bisognerebbe essere capaci di verificare quanto è stato coperto all'interno della Congregazione, non all'esterno». Il delegato pontificio Velasio De Paolis ha escluso ogni ulteriore indagine: «Non vedo a quale bene sarebbe servito ... Perché per me queste sono cose troppo private per mettersi a indagare».
Per Gian Franco Svidercoschi, Maciel «per anni non solo ha tenuto una condotta dissoluta, depravata, ma è riuscito, attraverso inganni e ricatti, a evitare di essere raggiunto dalle inchieste delle autorità ecclesiastiche». De Paolis, riguardo alle coperture nella Santa Sede, ha osservato: «Insieme alla Legione credo che ci sono stati alcuni che sapevano, ma molto pochi». Per George Weigel «il fallimento nel fare un pubblico resoconto completo dei saccheggi di Padre Marcial Maciel, fondatore dei Legionari di Cristo, è un grave errore da parte sia della Legione sia della Santa Sede».

### Nella Chiesa cattolica
Nel 1954 il legionario Federico Dominguez scrisse che Maciel «per mezzo di alcune persone, collocate in alcune Sacre Congregazioni e che il P. Maciel coltiva con un'amicizia intima e con frequenti regali, si mantiene informato delle accuse contro l'Opera che arrivano alla Santa Sede ... e riceve confidenze su altri argomenti delicati, come fu da ultimo su tutto il meccanismo relativo alla nomina dell'arcivescovo di Città del Messico».
Nell'aprile del 2010 Jason Berry descrisse per il National Catholic Reporter le dazioni di denaro e di regali che i Legionari di Cristo elargirono per oltre cinquant'anni a prelati della Curia romana. Alcuni di loro avrebbero dovuto trattare le denunce contro Maciel presentate alla Santa Sede. Berry citò i cardinali Clemente Micara, Eduardo Francisco Pironio, Eduardo Martínez Somalo, Angelo Sodano e Stanisław Dziwisz.
Un mese dopo Joseph Bottum scrisse su First Things che «Per molti anni, il cardinal Sodano ha ricevuto denaro e benefit per i suoi progetti dalla Legione di Cristo, e nel 1998 ha bloccato le indagini sugli abusi sessuali del fondatore della Legione». Bottum chiese la rimozione di Sodano dall'ufficio di decano del collegio cardinalizio, e al Vaticano di «fare ordine nella sua casa, trasferendo i resti inutili della burocrazia che ha permesso a questi scandali di marcire così a lungo».
Giacomo Galeazzi e Ferruccio Pinotti scrissero che Stanisław Dziwisz «nel 2000 riceve la lettera di padre Antonio Ornelas ... che porta alla luce gli abusi e le molestie di padre Maciel. ... La risposta di don Stanislao è il silenzio». Nel 2003 anche le vittime degli abusi sessuali di Marcial Maciel indirizzarono una lettera al segretario di Giovanni Paolo II per tornare «a chiedere che padre Maciel fosse sottoposto alla giustizia della Chiesa, come ogni altro fedele colpito da imputazioni analoghe» e che il papa «designasse una personalità indipendente e di alto prestigio, impossibile da manovrare da parte del padre Marcial Maciel Degollado, L.C. e dei suoi amici romani» che desse corso al processo canonico. La lettera non ebbe seguito.

### Tra i Legionari di Cristo
Nel 1954 il legionario Federico Dominguez scrisse della tossicodipendenza e di altri comportamenti di Maciel non conformi con la vita consacrata e che «una parte dei religiosi di maggiore maturità spirituale e preparazione intellettuale dentro la Congregazione sono coscienti di alcuni di questi fatti anche se differiscono sulla loro interpretazione ... e soprattutto non è facile che siano d'accordo nella maniera di pensare rispetto alla soluzione pratica del problema». Due anni dopo il vicario generale Luis Ferreira Correa elencò un gruppo di questi legionari.
Nel 1997 le notizie sulla doppia vita di Maciel divennero pubbliche. Marcial Maciel e i Legionari di Cristo intervennero più volte per smentirle. Nel 2002 Marcial Maciel «pubblicò una dichiarazione per negare le accuse e per esprimere il suo dispiacere per l'offesa recatagli da alcuni ex Legionari di Cristo». Secondo Patricio Cerda «Quando nel ‘97 uscì fuori tutta la storia su Maciel noi non sapevamo nulla. Nella congregazione si teneva tutto sotto segreto ... Non avevamo accesso alla radio, né alla televisione, né a internet. Io conosco persone nella Legione che mai si sono rese conto che il Vaticano aveva condannato Maciel».
Nel maggio del 2006 la Santa Sede comunicò di aver inflitto a Maciel la pena della rinuncia a ogni ministero pubblico per delitti riservati all'esclusiva competenza della Congregazione per la Dottrina della Fede. I Legionari di Cristo pubblicarono una nota, in cui Maciel ribadiva la sua innocenza e dichiarava di accettare «questo comunicato con fede, con totale serenità e con tranquillità di coscienza, sapendo che si tratta di una nuova croce che Dio, il Padre della Misericordia, ha permesso che soffra e dalla quale otterrà molte grazie per la Legione di Cristo e per il Movimento Regnum Christi».
In un'intervista nel luglio del 2011 al National Catholic Register l'ex vicario generale Luis Garza Medina ammise di aver scoperto che Maciel aveva un'amante e una figlia, grazie a indagini fatte in proprio nel settembre del 2006 e che «ne parlò a parecchi membri della Legione di Cristo». Tuttavia nell'estate del 2009 Luis Garza Medina aveva riconosciuto che la condotta di Marcial Maciel era nota ad alcuni superiori dei Legionari da vent'anni almeno.
Il 30 gennaio 2008 i Legionari annunciarono la morte di Maciel come quella di un santo tornato alla casa del Padre. Idoia Sota e José Vidal scrissero per El Mundo che al capezzale di Maciel era presente il gotha del governo della congregazione, una decina di altri legionari, l'amante e la figlia di Maciel.
Nel febbraio del 2009 il New York Times rivelò che Maciel aveva avuto una figlia da una relazione stabile con una donna. Il direttore generale Alvaro Corcuera scrisse: «Sulla persona del Nostro Padre fondatore, non posso che riconoscere tutto il bene che ho ricevuto per mezzo di lui. Molte persone hanno ricevuto da Dio, attraverso il carisma che ci trasmise, ciò che ha dato senso alle nostre vite. ... Personalmente gli sono grato per essere stato lo strumento di Dio attraverso il quale tutta la mia vita ha conseguito un senso. ... Per me, questo è verità e sarebbe impossibile avere parole sufficienti per ringraziare».
Prima dell'inizio della seconda visita apostolica (2009-2010) i legionari e i membri consacrati del Regnum Christi ricevettero dai superiori una FAQ con risposte predefinite.

## L'amministrazione
Gli "asset" dei Legionari di Cristo sono amministrati dal Grupo Integer, che è una holding internazionale gestita dai laici del Regnum Christi suddivisa in sei aree di intervento. Per Panorama il Grupo Integer genera «un'inestricabile rete di partecipazioni azionarie, fondi, società nazionali e multinazionali molto difficile da ricostruire. Numerosi fondi cosiddetti etici, come l'Integer ethical fund, gestito dal Banco Pictet del Lussemburgo, raccolgono e investono eredità, donazioni e stipendi dei legionari».
Una delle "casseforti" del Grupo Integer è la Fondazione Altius. I Legionari sono titolari anche di First Fountain Corporation, con sede a Panama

## Rapporti con i figli di Maciel
L'avvocato messicano José Bonilla sostenne che nel 1991 due figli di Maciel ricevettero la comunione da Giovanni Paolo II e che presso una banca con sede nelle Bahamas esisteva un trust fund costituito da Marcial Maciel a favore dei suoi figli José Raúl e Christian González Lara: «La Legione dette a Raúl una copia di un trust. Gli dissero che era stato svuotato da Norma [la figlia in Spagna]».
Nel settembre del 2009 Sanjuana Martinez scrisse per Cimacnoticias che i Legionari di Cristo avevano raggiunto un «accordo extragiudiziale» con Norma Hilda Rivas Baños, figlia di Marcial Maciel, che «le conferisce un vitalizio e l'acquisizione di importanti proprietà in cambio del suo silenzio». Ana Maria Pascual, in un articolo per Interviù pubblicato nel giugno del 2010, scrisse che la ragazza e sua madre dispongono di un patrimonio immobiliare valutato circa 10 milioni di euro, costituito a partire dagli anni ottanta con l'aiuto di legionari.

### Filmografia
- Vows of silence (El Legionario de Cristo), regia di Jason Berry (2008)
- Mea Maxima Culpa: Silenzio nella casa di Dio (Mea Maxima Culpa: Silence in the House of God), regia di Alex Gibney (2012)
- Obediencia perfecta, regia di Luis Urquiza (2013)